# Йоміф Кеджельча
Йоміф Кеджельча Атомса (англ. Yomif Kejelcha Atomsa, нар. 1 серпня 1997) — ефіопський легкоатлет, який спеціалізується в бігу на середні та довгі дистанції, чемпіон світу в приміщенні, призер чемпіонатів світу.
Тренувався разом з Сіфан Гассан у відомого американського тренера Альберто Саласара.

## Спортивні досягнення
Учасник олімпійських забігів на 10000 метрів на двох Олімпіадах — 6-е місце у 2024 та 7-е місце у 2021.
Срібний призер чемпіонату світу з бігу на 10000 метрів.
Чотириразовий фіналіст чемпіонатів світу з бігу на 5000 метрів — двічі був четвертим (2015, 2017), 5-е місце у 2023 та 8-е місце у 2022.
Дворазовий чемпіон світу в приміщенні з бігу на 3000 метрів (2016, 2018).
Срібний призер чемпіонату світу з шосейного бігу на дистанції 5 кілометрів (2023).
Срібний призер чемпіонату світу з кросу у змішаній естафеті (2017).
Чемпіон світу серед юніорів з бігу на 5000 метрів (2014).
Чемпіон світу серед юнаків з бігу на 3000 метрів (2013).
Рекордсмен світу в приміщенні (з 1 листопада 2023 — рекордсмен світу на короткій доріжці) з бігу на 1 милю — 3.47,01 (2019).
Ексрекордсмен світу з напівмарафону — 57.30 (2024).